# Керр, Роберт (легкоатлет)
Роберт Керр (англ. Robert Kerr; 9 июня 1882, Эннискиллен, Северная Ирландия — 12 мая 1963, Гамильтон) — канадский легкоатлет, чемпион и бронзовый призёр летних Олимпийских игр 1908.

## Спортивная карьера
На Олимпийских играх 1904 года в Сент-Луисе Керр участвовал в трёх спринтерских дисциплинах — 60 м, 100 м и 200 м, но нигде не дошёл до финала. Через три года, в 1907 году, он стал чемпионом Канады в забегах на 100 и 220 ярдов.
На следующей Олимпиаде-1908 в Лондоне Керр соревновался уже на двух дистанциях, так как бег на 60 м был исключён из программы соревнований. Он стал чемпионом в забеге на 200 м и занял третью позицию в стометровке.
После такого успеха, Керру предлагали участвовать на следующих Олимпийских играх 1912 в Стокгольме, но он решил завершить спортивную карьеру. После этого, он стал работать с национальной сборной и был капитаном команды на Играх 1928 и менеджером на Олимпиаде 1932.